# Mimmi får en farfar
Mimmi får en farfar skrevs av Viveca Lärn (då Sundvall), och utkom 1990.

## Handling
Det är höst, och Mimmi är sju och ett halvt år, och Roberta Karlsson nio. De tror att Enok, som driver en skoaffär, är en bandit. De följer honom på stigen, mot en glänta i skogen. Där sätter han sig vid en tjärn och fiskar. Enok upptäcker dem och pratar med dem, men försvinner sedan tillbaka till affären.
Mimmi och Roberta smyger in i skoaffären, och gömmer sig. Plötslit tänder Enok ljuset, och upptäcker flickorna. Enok visar sig dock inte vara bandit. Han blir flickornas farfar.

### Fotnoter
1. ↑  ”Mimmi får en farfar” (på engelska). Worldcat. 14 mars 1990. https://www.worldcat.org/title/vi-smyger-pa-enok/oclc/185148493&referer=brief_results. Läst 16 januari 2015.